# Saltstraumen
Pour l’article homonyme, voir Saltstraumen (localité).
Le Saltstraumen est un détroit de Norvège situé entre les îles de Straumøya et de Knaplundsøya qui forment un rétrécissement du Saltfjord. Il est connu pour ses courants de marée parmi les plus puissants du monde et pour être le candidat à la localisation du maelstrom.

## Toponymie
Saltstraumen est un terme norvégien formé à partir de Salten, le nom du district  du landsdel de Nord-Norge où il se trouve, et du terme straum désignant un courant. Saltstraumen signifie donc « courant de Salten ».

## Géographie

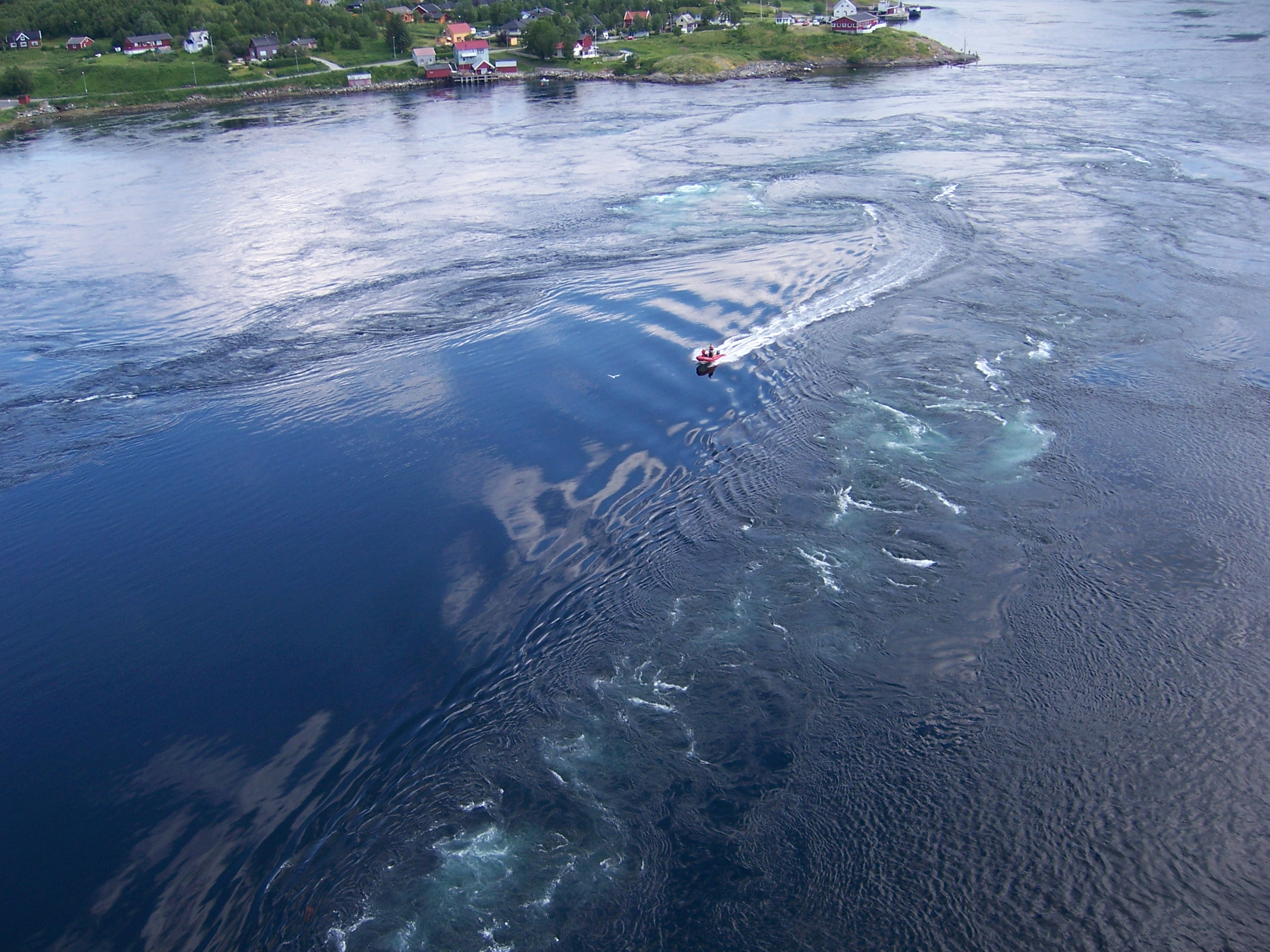
Vue du courant de marée accompagné de remous depuis le pont ; une embarcation remonte le courant.

Le Saltstraumen est situé dans le nord de la Norvège, au sud-est de la ville de Bodø, dans le comté de Nordland du landsdel de Nord-Norge. Il consiste en un rétrécissement du Saltfjord délimité à l'est par l'île de Knaplundsøya et à l'ouest par celle de Straumøya et mesurant environ trois kilomètres de longueur pour 150 mètres de largeur. Orienté nord-sud, ce détroit constitue le principal point de passage entre les deux parties du Saltfjord, les deux autres étant situés entre Knaplundsøya et le continent à l'est ainsi qu'entre Straumøya et le continent au sud-ouest. Cette configuration fait qu'entre chaque étale de marée, de grandes masses d'eau circulent par le détroit, plus de 400 × 106 m3, créant ainsi de forts courants de marée parmi les plus puissants au monde, jusqu'à une vitesse de vingt-deux nœuds soit 40 km/h, et des tourbillons atteignant dix mètres de diamètre et cinq mètres de profondeur. Au plus fort de la marée, la différence de niveau entre les deux parties du Saltfjord peut atteindre un mètre. En revanche, à l'étale, les niveaux s'équilibrent ce qui permet le passage d'embarcations sans difficultés particulières.
De nombreux poissons comme le lieu noir, la morue, le loup de mer, la sébaste et le flétan sont attirés par le courant et constituent des proies pour les baudroies.

Le détroit est enjambé en son centre par le pont du Saltstraumen emprunté par la route 17 reliant les environs de Trondheim à Bodø. Ce pont prend appui sur une petite île au milieu du chenal, Storholmen, et un rocher se trouve juste au nord. Sur les rives du Saltstraumen sont dispersées quelques habitations formant les hameaux de Solvoll, Straum, Ekkerelva et Nordre Knaplund.

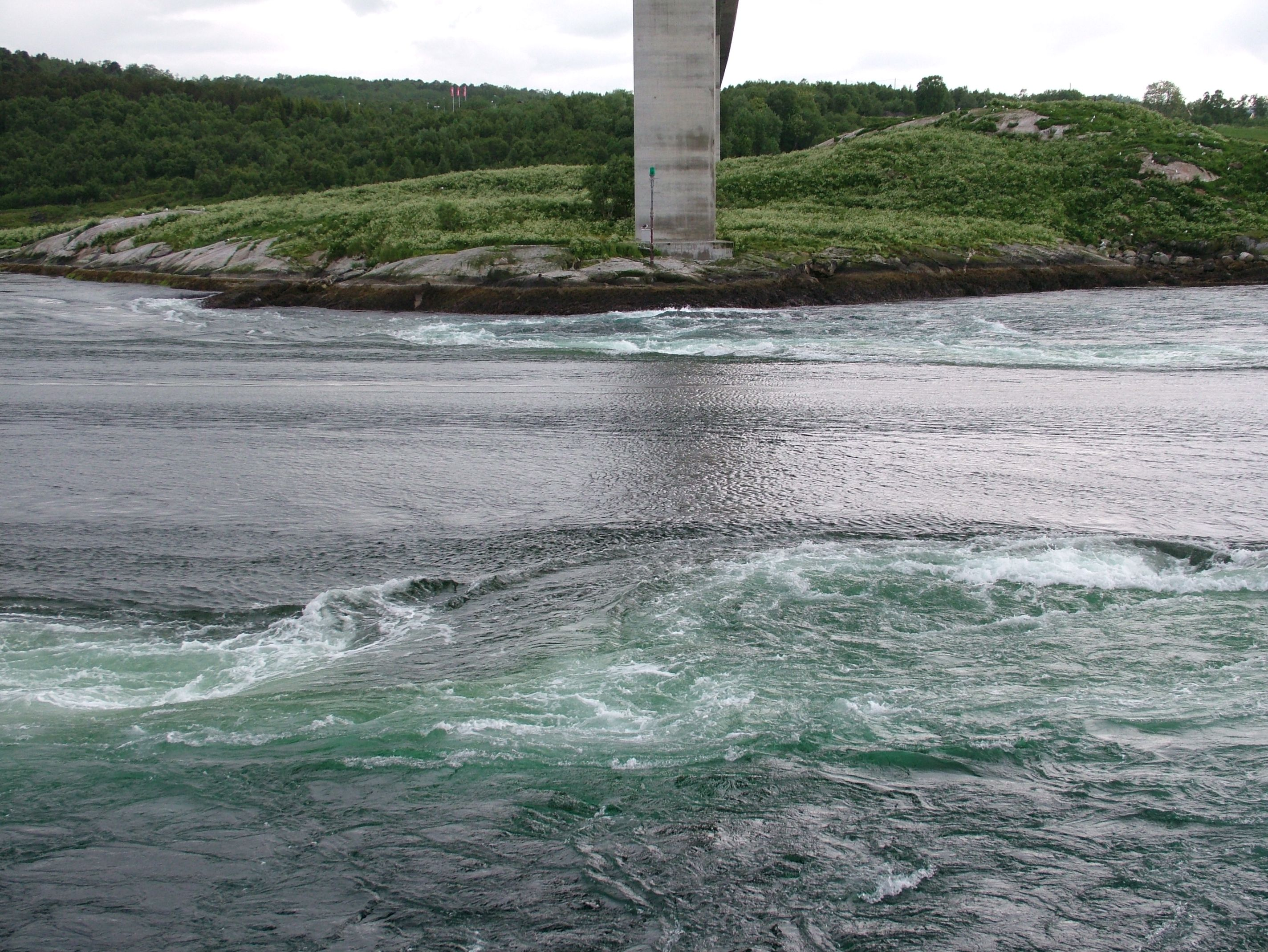
Vue du courant de marée et de tourbillons sous le pont.

## Histoire
Le détroit s'est formé il y a 2 000 ou 3 000 ans avec la mise en eau de la partie intérieure du Saltfjord, phénomène lié à la fonte des glaces recouvrant la Scandinavie lors de la dernière période glaciaire et plus particulièrement au réajustement de la lithosphère.

## Mythologie
Du fait des tourbillons qui s'y créent lors des marées, le Saltstraumen est parfois identifié comme étant le maelstrom de la mythologie nordique.